# NGC 1859
NGC 1859 (również ESO 85-SC50) – gromada otwarta, znajdująca się w gwiazdozbiorze Złotej Ryby. Należy do Wielkiego Obłoku Magellana. Odkrył ją John Herschel 3 grudnia 1834 roku.